# Partecipanti al Grand Prix Cycliste de Québec 2022
Elenco dei partecipanti al Grand Prix Cycliste de Québec 2022.
Il Grand Prix Cycliste de Québec 2022 è stato l'undicesima edizione della corsa. Alla competizione presero parte 21 squadre: le 18 con licenza UCI World Tour 2022, 2 UCI ProTeam e una selezione nazionale.
Ciascuna delle squadre è composta da sette ciclisti, per un totale di 147 accreditati alla partenza.

## Corridori per squadra
Nota: R ritirato, NP non partito, FT fuori tempo, SQ squalificato
| Team BikeExchange-Jayco | Team BikeExchange-Jayco | Team BikeExchange-Jayco | Jumbo-Visma                 | Jumbo-Visma                 | Jumbo-Visma                 | Ineos Grenadiers                   | Ineos Grenadiers                   | Ineos Grenadiers                   |
| ----------------------- | ----------------------- | ----------------------- | --------------------------- | --------------------------- | --------------------------- | ---------------------------------- | ---------------------------------- | ---------------------------------- |
| N°                      | Ciclista                | Clas.                   | N°                          | Ciclista                    | Clas.                       | N°                                 | Ciclista                           | Clas.                              |
| 1                       | Michael Matthews        | 2°                      | 11                          | Wout Van Aert               | 4°                          | 21                                 | Geraint Thomas                     | 101°                               |
| 2                       | Alexandre Balmer        | 35°                     | 12                          | Pascal Eenkhoorn            | 109°                        | 22                                 | Eddie Dunbar                       | R                                  |
| 3                       | Kevin Colleoni          | R                       | 13                          | Tobias Foss                 | 113°                        | 23                                 | Daniel Martínez                    | 65°                                |
| 4                       | Damien Howson           | R                       | 14                          | Christophe Laporte          | 39°                         | 24                                 | Kim Heiduk                         | R                                  |
| 5                       | Tanel Kangert           | 94°                     | 15                          | Timo Roosen                 | 97°                         | 25                                 | Luke Rowe                          | R                                  |
| 6                       | Jan Maas                | 60°                     | 16                          | Tosh Van Der Sande          | 57°                         | 26                                 | Ben Swift                          | 119°                               |
| 7                       | Nick Schultz            | 52°                     | 17                          | N. Van Hooydonck            | 78°                         | 27                                 | Adam Yates                         | 7°                                 |
| UAE Team Emirates       | UAE Team Emirates       | UAE Team Emirates       | Bora-Hansgrohe              | Bora-Hansgrohe              | Bora-Hansgrohe              | Intermarché-Wanty-Gobert Matériaux | Intermarché-Wanty-Gobert Matériaux | Intermarché-Wanty-Gobert Matériaux |
| N°                      | Ciclista                | Clas.                   | N°                          | Ciclista                    | Clas.                       | N°                                 | Ciclista                           | Clas.                              |
| 31                      | Tadej Pogačar           | 24°                     | 41                          | Patrick Konrad              | 40°                         | 51                                 | Biniam Girmay                      | 3°                                 |
| 32                      | George Bennett          | 105°                    | 42                          | Giovanni Aleotti            | 32°                         | 52                                 | Sven Erik Bystrøm                  | 28°                                |
| 33                      | Rui Costa               | 102°                    | 43                          | Cesare Benedetti            | 81°                         | 53                                 | Théo Delacroix                     | 86°                                |
| 34                      | Alessandro Covi         | 70°                     | 44                          | Patrick Gamper              | 112°                        | 54                                 | Andrea Pasqualon                   | 74°                                |
| 35                      | Davide Formolo          | 82°                     | 45                          | Ide Schelling               | 80°                         | 55                                 | Baptiste Planckaert                | R                                  |
| 36                      | Ryan Gibbons            | 56°                     | 46                          | Frederik Wandahl            | 51°                         | 56                                 | Loïc Vliegen                       | 41°                                |
| 37                      | Diego Ulissi            | 9°                      | 47                          | Ben Zwiehoff                | 93°                         | 57                                 | Georg Zimmermann                   | R                                  |
| Bahrain Victorious      | Bahrain Victorious      | Bahrain Victorious      | Quick-Step Alpha Vinyl Team | Quick-Step Alpha Vinyl Team | Quick-Step Alpha Vinyl Team | Groupama-FDJ                       | Groupama-FDJ                       | Groupama-FDJ                       |
| N°                      | Ciclista                | Clas.                   | N°                          | Ciclista                    | Clas.                       | N°                                 | Ciclista                           | Clas.                              |
| 61                      | Matej Mohorič           | 54°                     | 71                          | Andrea Bagioli              | 22°                         | 81                                 | Antoine Duchesne                   | 67°                                |
| 62                      | Pello Bilbao            | 12°                     | 72                          | Josef Černý                 | 108°                        | 82                                 | David Gaudu                        | 42°                                |
| 63                      | Damiano Caruso          | 96°                     | 73                          | Mikkel Honoré               | 6°                          | 83                                 | Matthieu Ladagnous                 | 83°                                |
| 64                      | Hermann Pernsteiner     | 61°                     | 74                          | James Knox                  | 66°                         | 84                                 | Lewis Askey                        | 44°                                |
| 65                      | Jonathan Milan          | R                       | 75                          | Mauro Schmid                | 19°                         | 85                                 | Anthony Roux                       | 88°                                |
| 66                      | Jan Tratnik             | 16°                     | 76                          | Stan Van Tricht             | 47°                         | 86                                 | Michael Storer                     | 71°                                |
| 67                      | Matevž Govekar          | R                       | 77                          | Mauri Vansevenant           | 53°                         | 87                                 | Attila Valter                      | 27°                                |
| Cofidis                 | Cofidis                 | Cofidis                 | Lotto Soudal                | Lotto Soudal                | Lotto Soudal                | AG2R Citroën Team                  | AG2R Citroën Team                  | AG2R Citroën Team                  |
| N°                      | Ciclista                | Clas.                   | N°                          | Ciclista                    | Clas.                       | N°                                 | Ciclista                           | Clas.                              |
| 91                      | Guillaume Martin        | 21°                     | 101                         | Sébastien Grignard          | 107°                        | 111                                | Greg Van Avermaet                  | 13°                                |
| 92                      | Ion Izagirre            | R                       | 102                         | Carlos Barbero              | 38°                         | 112                                | Mikaël Cherel                      | 104°                               |
| 93                      | Alexandre Delettre      | 48°                     | 103                         | Matthew Holmes              | R                           | 113                                | Benoît Cosnefroy                   | 1°                                 |
| 94                      | Eddy Finé               | 69°                     | 104                         | Viktor Verschaeve           | 89°                         | 114                                | Stan Dewulf                        | 58°                                |
| 95                      | Wesley Kreder           | R                       | 105                         | Sylvain Moniquet            | 18°                         | 115                                | Aurélien Paret-Peintre             | 63°                                |
| 96                      | André Carvalho          | 110°                    | 106                         | Harm Vanhoucke              | 43°                         | 116                                | Michael Schär                      | 106°                               |
| 97                      | Hugo Toumire            | 99°                     | 107                         | Florian Vermeersch          | 34°                         | 117                                | Clément Venturini                  | 64°                                |
| Trek-Segafredo          | Trek-Segafredo          | Trek-Segafredo          | Movistar Team               | Movistar Team               | Movistar Team               | Israel-Premier Tech                | Israel-Premier Tech                | Israel-Premier Tech                |
| N°                      | Ciclista                | Clas.                   | N°                          | Ciclista                    | Clas.                       | N°                                 | Ciclista                           | Clas.                              |
| 121                     | Jasper Stuyven          | 76°                     | 131                         | Alex Aranburu               | 55°                         | 141                                | Hugo Houle                         | R                                  |
| 122                     | Tony Gallopin           | R                       | 132                         | Jorge Arcas                 | 73°                         | 142                                | Guillaume Boivin                   | 45°                                |
| 123                     | Alexander Kamp          | 15°                     | 133                         | Iván García Cortina         | 5°                          | 143                                | Simon Clarke                       | 79°                                |
| 124                     | Jacopo Mosca            | R                       | 134                         | Juri Hollmann               | 90°                         | 144                                | Jakob Fuglsang                     | 50°                                |
| 125                     | Quinn Simmons           | 77°                     | 135                         | Gorka Izagirre              | 75°                         | 145                                | Krists Neilands                    | 103°                               |
| 126                     | Toms Skujiņš            | 14°                     | 136                         | William Barta               | 118°                        | 146                                | Giacomo Nizzolo                    | 25°                                |
| 127                     | Otto Vergaerde          | R                       | 137                         | Oier Lazkano                | R                           | 147                                | Sep Vanmarcke                      | 30°                                |
| Team DSM                | Team DSM                | Team DSM                | EF Education-EasyPost       | EF Education-EasyPost       | EF Education-EasyPost       | Astana Qazaqstan Team              | Astana Qazaqstan Team              | Astana Qazaqstan Team              |
| N°                      | Ciclista                | Clas.                   | N°                          | Ciclista                    | Clas.                       | N°                                 | Ciclista                           | Clas.                              |
| 151                     | Romain Bardet           | 20°                     | 161                         | Magnus Cort Nielsen         | 91°                         | 171                                | Joseph Dombrowski                  | 100°                               |
| 152                     | Søren Kragh Andersen    | R                       | 162                         | Alberto Bettiol             | 8°                          | 172                                | Manuele Boaro                      | R                                  |
| 153                     | Romain Combaud          | 72°                     | 163                         | Simon Carr                  | 115°                        | 173                                | Fabio Felline                      | 98°                                |
| 154                     | Nils Eekhoff            | R                       | 164                         | Ruben Guerreiro             | 17°                         | 174                                | Antonio Nibali                     | 85°                                |
| 155                     | Andreas Leknessund      | 62°                     | 165                         | Andrea Piccolo              | 33°                         | 175                                | Christian Scaroni                  | 68°                                |
| 156                     | Martijn Tusveld         | 95°                     | 166                         | Neilson Powless             | 23°                         | 176                                | Simone Velasco                     | 29°                                |
| 157                     | Pavel Bittner           | 87°                     | 167                         | Jens Keukeleire             | 84°                         | 177                                | Andrej Zejc                        | 31°                                |
| Team Arkéa-Samsic       | Team Arkéa-Samsic       | Team Arkéa-Samsic       | TotalEnergies               | TotalEnergies               | TotalEnergies               | Selezione canadese                 | Selezione canadese                 | Selezione canadese                 |
| N°                      | Ciclista                | Clas.                   | N°                          | Ciclista                    | Clas.                       | N°                                 | Ciclista                           | Clas.                              |
| 181                     | Warren Barguil          | 10°                     | 191                         | Peter Sagan                 | R                           | 201                                | Pier-André Côté                    | 111°                               |
| 182                     | Winner Anacona          | 92°                     | 192                         | Maciej Bodnar               | R                           | 202                                | Nicolas Côté                       | R                                  |
| 183                     | Benjamin Declercq       | 117°                    | 193                         | Fabien Doubey               | 59°                         | 203                                | Thomas Schellenberg                | R                                  |
| 184                     | Matis Louvel            | 11°                     | 194                         | Pierre Latour               | 26°                         | 204                                | Matteo Dal-Cin                     | R                                  |
| 185                     | Laurent Pichon          | 37°                     | 195                         | Daniel Oss                  | 46°                         | 205                                | Carson Miles                       | R                                  |
| 186                     | Alan Riou               | 114°                    | 196                         | Paul Ourselin               | 116°                        | 206                                | Quentin Cowan                      | R                                  |
| 187                     | Louis Barré             | 49°                     | 197                         | Anthony Turgis              | 36°                         | 207                                | Nicolas Rivard                     | R                                  |